# Geranium hyperacrion
Geranium hyperacrion är en näveväxtart som beskrevs av Jan Frederik Veldkamp. Geranium hyperacrion ingår i släktet nävor, och familjen näveväxter. Inga underarter finns listade i Catalogue of Life.